# 引き潮 (曲)
「引き潮」(Ebb Tide)は、ポピュラー音楽のスタンダード・ナンバー。
1953年にアメリカ合衆国のハープ奏者のロバート・マックスウェルが作曲。作詞家カール・シグマンが歌詞を後からつけた。歌曲としてもスタンダード化しているが、インストゥルメンタルでのムード音楽定番曲として広く知られる。
オルガン奏者ケネス・W・グリフィンは、テレビドラマ「マッドメン」の5thシーズンのプレミアで演奏した。

## 録音
最もよく知られているバージョンはフランク・チャックスフィールド・オーケストラ（1953）、ヴィック・ダモーン（1953）、ロイ・ハミルトン（1954年）、フランク・シナトラ（1958）、プラターズ（1960）、レニー・ウェルチ（1964）とライチャス・ブラザーズ（1965）。

### インスト版
- 1953年に、フランク・チャックスフィールド・オーケストラ盤が、全米の週間ヒットチャートに於いて、最高位2位[2]、年間のそれに於いては、第12位[3]という大ヒットを記録した。
- 作曲者であるロバート・マックスウェル自身も、米MGMや米デッカに、録音を残している。[4]

### ボーカル版
- 最も成功したのがライチャス・ブラザーズで、全米ヒットチャート最高位5位を記録している。メンバーのボビー・ハットフィールドはこの曲のリードを歌った。それは、フィル・スペクターがライチャス・ブラザーズのために制作した最終曲だった。この曲はまた、ロイ・ハミルトンが録音したヒット曲「アンチェインド・メロディ」の次の曲だった。
- セルジオ・フランキは、彼の1964年のRCAビクターのアルバム「ウェブスター・ホール」でこの曲を録音した。セルジオ・フランキのエキサイティングな声が特徴。
- 1966年にイタリアのポップスター「ミナ」は彼女のバージョンをアルバム『Studio Uno 66』に収録。
- ジェリー・コロンナ、アール・グラント、マット・モンロー、サント＆ジョニーとデル・サテン、ジョニー・マエストロも録音。
- 1968年にエラ・フィッツジェラルドは、彼女のコロンビアでのアルバム『30 by Ella』で歌った。
- 「引き潮」は、デビッド・ローズ＆ヒズ・オーケストラがA面シングルとして発表したが、裏面の『ストリッパー』がナンバー1ヒットとなったため、B面あつかいとなった。
- Erasureは2003年作「Other People's Songs」でカバー。
- Bonnie 'Prince' Billyの2006年作「The Letting Go」では隠しトラックだった。
- トランペットのバージョンが、フェデリコ・フェリーニの映画『道化師』のラストシーンで2人の道化により演奏される。

## 参照
1. ↑  http://www.tunefind.com/show/mad-men/season-5/10511
2. ↑  BILLBOARD MAGAZINE (USA) WEEKLY SINGLE (DISC JOCKEY PLAYS) CHARTS FROM 1953(PDF)
3. ↑  Billboard Top 100 in 1953
4. ↑  米Discogs Robert Maxwell, His Harp And Orchestra